# Alea, dívka moře
Alea, dívka moře je fantasy románová série pro mládež německé autorky Tanyi Stewner, která vychází od roku 2015; v češtině od roku 2016. Knihy mají ekologický podtext.

## Děj
Hrdinkou příběhů je dvanáctiletá Alea, dívka, která trpí chladovou alergií a nesmí přijít do styku se studenou vodou. Poté, co její pěstounka skončí s infarktem v nemocnici, Alea se setkává s partou mladých lidí, dostane se na jejich loď Crucis a stává se členkou posádky Alfa Cru, ve které každý dostává přezdívku podle jednoho náhodně vybraného souhvězdí.
Když jednou při bouři spadne do moře, zjistí, že vlastně žádnou chladovou alergií netrpí, ale její tělo se promění – Alea je mořský člověk. Časem se potká s Lennoxem, který je také poloviční mořský člověk a společně s Alfa Cru a Lennoxem postupně odhalují, co se stalo s národem mořských lidí a s magickými mořskými bytostmi.
Celým dílem je protkáno téma znečištění oceánů a společenských problémů.

## Posádka Alfa cru
- Alea Aquarius (Alea Winkler) (12 let)
- Ben Libra (Benjamin Walendy) (18 let)
- Sammy Draco (Samuel Walendy) (9 let)
- Tess Taurus (Thaissa Alizée Imani Odondo) (pravděpodobně 13 let)
- Lennox Scorpio (Lennox Lando) (12 let)
- Nikaela (Niki) Vela (17 let)
- Kit (Kiara-Katharina) Fornax (pravděpodobně 13-14 let)
- Cassaras Capricornus (153 let)
- Sista Siska (Siska Ferreira) (pravděpodobně 14-16 let)
- Žmolka Vozka
- Teta Hildegarda
- Thea(T.)(12let)

## Díly
1. Volání z hlubin (česky 2016) (německy Alea Aquarius Der Ruf des Wassers (2015), anglicky vychází 2025 - The Water's Call)
2. Barevné vody (2016) (Die Farben des Meeres (2016), anglicky vychází 2025 - The Colours of the Sea)
3. Tajemství oceánů (2017) (Das Geheimnis der Ozeane (2017))
4. Síla přílivu (2018) (Die Macht der Gezeiten (2018))
5. Poselství deště (2020) (Die Botschaft des Regens (2019))
6. Řeka zapomnění (2021) (Der Fluss des Vergessens (2020))
7. V zajetí přísahy (2022) (Im Bannkreis des Schwurs (2021))
8. Vlny času (2023) (Die Wellen der Zeit (2022))
9. Velrybí zpěv (Der Gesang der Wale)
  - část 1 (německy 2023/česky 2024)
  - část 2 (česky vyšel v květnu 2024)
10. Hvězda osudu (Der Stern der Schicksals) - předpokládáno 2025

V němčině existuje ke každému dílu audiokniha namluvená Laurou Maire. Ty jsou jak ve fyzické podobě jako CD, tak i zdarma na Spotify vždy jeden rok od vydání nejnovějšího dílu.
Do češtiny sérii překládá Lucie Simonová. První díl vyšel v češtině také jako audiokniha, čte Kateřina Jebavá.
Do angličtiny sérii překládá Matthew O. Anderson.

## Doplňkové knihy + hudba
- Mein Alea Aquarius Bestfanbuch (2022) je doplňkovou knihou k sérii, obsahuje rozšířené informace o postavách, texty písní, exkluzivní příběh z Lennoxova pohledu, přehled slov v Hajaře a citáty ze série.

- Meine Alea Aquarius Meeres-Abenteuer (2024)

- Alea Aquarius - Timer 2024-2025 (2024) - Lea Mohlzahn
- Alea Aquarius - Das Kochbuch (2024)
- Deine magische Alea Aquarius Challenge (2024)
- Kartenset: Der Ruf des Meeres – Deine Alea-Aquarius-Orakelkarten (vyšlo 24. 9. 2024)
- Kartenspiel: Alea Aquarius - Das Quiz (vyšlo 24. 9. 2024)
- Alea Aquarius – Die Songs (2020) je rozšiřující hudební album písní složených postavami ze série. Text: Tanya Stewner, hudba: Guido Frommelt, produkce: 3Berlin. Hlasy nazpívali: Hanna Milo (Alea Aquarius), Richard Istel (Lennox Scorpio), Benjamin Runge (Benjamin Libra), Lea Köhler (Tess Taurus), Jonas Reis (Samuel Draco). Obsah: Strassenjunge, Nicht Länger Leise (No Longer Silent), Kämpf weiter, Drachenherz, Zu dir, Sternenklar, Meeresleuchten, Fünf, Wenn das Wasser ruft, Anker im Sturm, Am Meeresgrund (která nebyla zmíněná v sérii).
- Alea Aquarius - Die Songs (Deluxe) (2023) je nové vydání původního alba rozšířeného o dvě nové písně Ocean's Heart (text: Tanya Stewner, hlas: Hanna Milo, hudba: Guido Frommelt) a Calling You Out (text: Tanya Stewner, hlas: Lea Köhler, hudba: Guido Frommelt).

## Zmínky
- Content-Tonie: Alea Aquarius - Die Magie der Nixen (https://www.thalia.de/shop/home/artikeldetails/A1060310807)
- Vom Einzelgänger zum Bandenmitglied. Außenseiterfiguren in den phantastischen Geschichten von Tanya Stewner - Caroline Seeger-Herter

## Alea, dívka moře pro mladší čtenáře
1. Kouzlo vodních panen (česky 2019) (německy Die Magie der Nixen)
2. Písnička pro gilfy (2021) (Das Lied der Gilfen)
3. (Die Kraft der Wasserkobolde)
4. (Weihnachten mit der Alpha cru)